# ۲۱ نوامبر
۲۱ نوامبر سیصد و بیست و پنجمین (در سال‌های کبیسه سیصد و بیست و ششمین) روز سال در گاه‌شماری میلادی است. ۴۰ روز تا پایان سال باقی‌است.

## رویدادها
- ۱۶۴ - یهودای مکابی، خاخام یهودی پس از پیروزی بر حاکمان سلوکی، نیایشگاه اورشلیم را به یهودیان بازگرداند.
- ۱۸۰۶ - ناپلئون بناپارت فرمان به آغاز محاصره قاره‌ای علیه بریتانیا داد.
- ۱۸۷۴ - باشگاه فوتبال استون ویلا بنیان‌گذاری شد.

## زادروزها
- ۱۶۹۴ - ولتر، فیلسوف و نویسنده فرانسوی.
- ۱۷۱۸ - فریدریش ویلهلم مارپورگ، موسیقی‌دان و تاریخ‌دان آلمانی.
- ۱۷۶۸ - فریدریش شلایرماخر، فیلسوف اهل آلمان.
- ۱۸۵۳ - حسین کامل، سلطان مصری.
- ۱۸۵۴ - پاپ بندیکت پانزدهم، یکی از پاپ های کلیسای کاتولیک رم.
- ۱۸۹۸ - رنه ماگریت، نقاش فراواقع‌گرای بلژیکی.
- ۱۹۲۵ - ولیکو کادیویچ، ژنرال اهل پادشاهی یوگسلاوی.
- ۱۹۳۱ - رواز دوگونادزه، دانشمند اهل گرجستان.
- ۱۹۴۲ - هایدماری ویچورک تسویل، سیاستمدار اهل آلمان.
- ۱۹۶۱ - ژوآو پینتو، بازیکن و مربی فوتبال اهل پرتغال.
- ۱۹۶۵ - بیورک، خواننده و تهیه‌کننده موسیقی اهل ایسلند.
- ۱۹۶۶ - تاناسیس کولیتسیداکیس، بازیکن فوتبال اهل یونان.
- ۱۹۷۶ - مارتین میکلبک، بازیکن فوتبال اهل آلمان.
- ۱۹۷۹ - وینچنزو یاکویینتا، بازیکن فوتبال ایتالیایی.
- ۱۹۸۱ - آینارس کوفالس، پرتاب‌گر نیزه اهل لتونی.
- ۱۹۸۳ - بری بلا، کشتی‌گیر اهل ایالات متحده آمریکا.
- ۱۹۸۵ - خسوس ناواس، بازیکن فوتبال اهل اسپانیا.
- ۱۹۸۶ - کریستف خودارت، دوچرخه‌سوار اهل بلژیک.
- ۱۹۹۱ - آلماز آیانا، دونده اهل اتیوپی.
- ۱۹۹۷ - رئو هاتاته، بازیکن فوتبال اهل ژاپن.
- ۲۰۰۰ - ایزابل می، بازیگر اهل ایالات متحده آمریکا.

## درگذشتگان
- ۱۸۹۹ - گرت هوبارت، سیاستمدار اهل ایالات متحده آمریکا.
- ۱۹۰۷ - پائولا مودرزون-بکر، نقاش آلمانی.
- ۱۹۰۹ - پیدر سورین کرویر، نقاش دانمارکی.
- ۱۹۱۶ - فرانتس یوزف یکم، پادشاه بوهم و مجارستان.
- ۱۹۴۲ - جی.بی.ام. هرتزوگ،‌ سیاستمدار اهل آفریقای جنوبی.
- ۱۹۴۳ - امین فهد معلوف، پزشک نظامی، دانشمند علوم طبیعی و زبان‌شناس لبنانی.
- ۱۹۵۹ - مکس بر، بوکسور اهل ایالات متحده آمریکا.
- ۱۹۷۰ - سی وی رامان، فیزیک‌دان هندی.
- ۱۹۹۵ - پیتر گرنت، بازیگر اهل بریتانیا.
- ۱۹۹۶ - عبدالسلام، فیزیک‌دان اهل پاکستان.
- ۱۹۹۹ - کوئنتین کریسپ، نویسنده اهل انگلستان.
- ۲۰۰۰ - امیل زاتوپک، دونده اهل چکسلواکی.
- ۲۰۰۷ - فرناندو فرنان گومز، کارگردان و بازیگر اهل اسپانیا.
- ۲۰۰۹ - کونستانتین فئوکتیستوف، فضانورد اهل اتحاد جماهیر شوروی.

## مناسبت‌ها
- روز جهانی فلسفه
- روز جهانی تلویزیون